# Altoona (Pennsylvania)
Altoona település az Amerikai Egyesült Államok Pennsylvania államában, Blair megyében. Lakosainak száma 43 963 fő (2020. április 1.).

## Népesség
A település népességének változása:
| Lakosok száma | 67 000 | 57 000 | 46 320 | 43 963 |
|               | 1967   | 1984   | 2010   | 2020   |